# Sarayan (Verwaltungsbezirk)
Sarayan (persisch شهرستان قائنات) ist ein Schahrestan in der Provinz Süd-Chorasan im Iran. Er enthält die Stadt Sarayan, welche die Hauptstadt des Verwaltungsbezirks ist.

## Demografie
Bei der Volkszählung 2016 betrug die Einwohnerzahl des Schahrestan 33.312. Die Alphabetisierung lag bei 86 Prozent der Bevölkerung. Knapp 70 Prozent der Bevölkerung lebten in urbanen Regionen.
| Zensusjahr | Einwohnerzahl |
| ---------- | ------------- |
| 2011       | 32.493        |
| 2016       | 33.312        |